# Śliwin

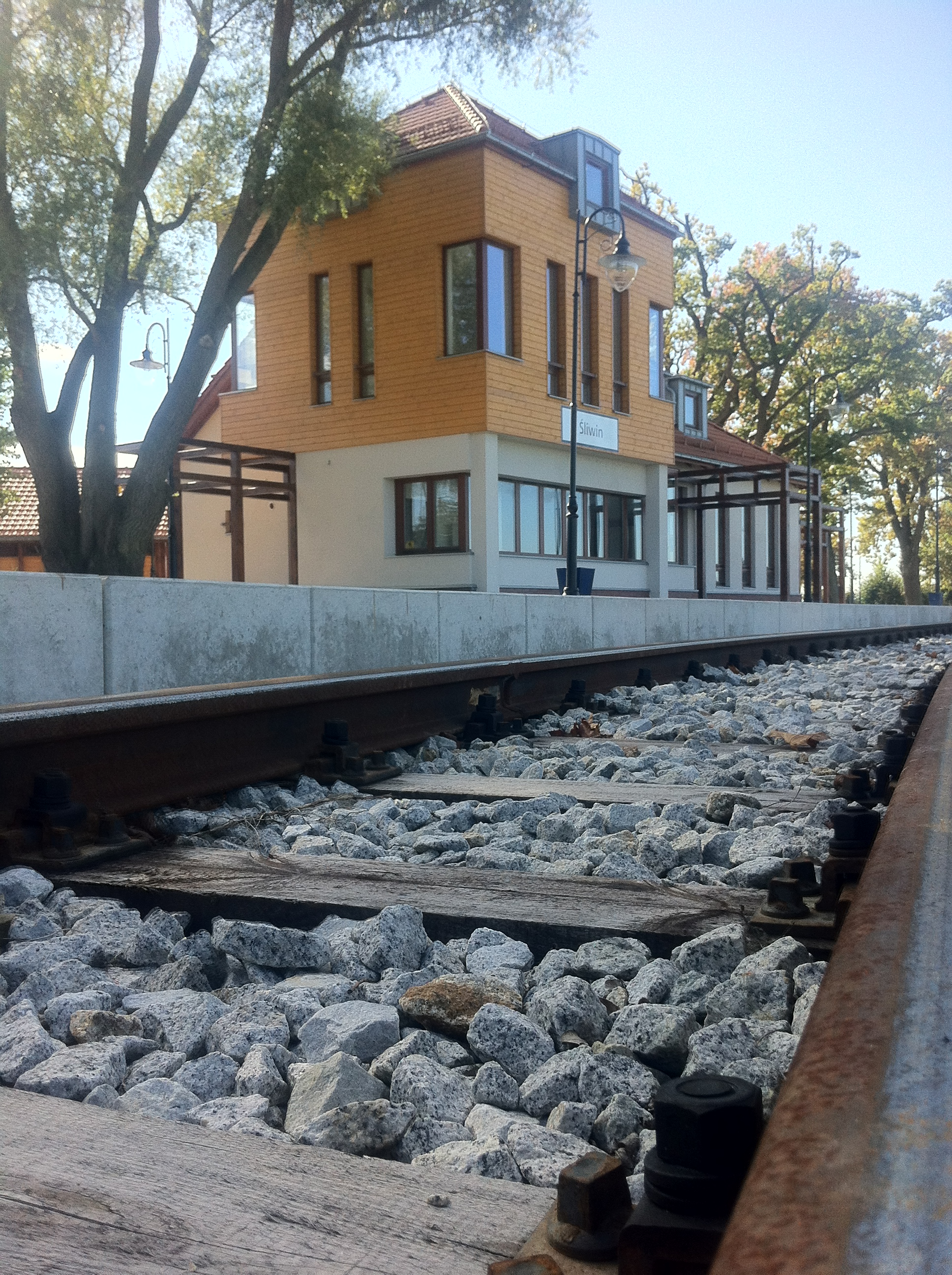
Nowy przystanek kolei wąskotorowej, 2013r.

Śliwin (do 1945 niem. Schleffin) – wieś w północno-zachodniej Polsce, w województwie zachodniopomorskim, w powiecie gryfickim, w gminie Rewal. Położona na Pobrzeżu Szczecińskim, oddalona jest ok. 1 km na południowy wschód od Rewala.
Według danych z 31 grudnia 2010 r. wieś miała 247 mieszkańców.
Jest jedyną wsią gminy Rewal, która zachowała swój rolniczy charakter i nie leży bezpośrednio nad Bałtykiem. Miejscowość jest nastawiona na agroturystykę.
Dawna północna część Śliwina (Śliwin Nowy lub Śliwin Bałtycki), wykorzystywana turystycznie została przyłączona do Rewala z dniem 1 stycznia 2001
W latach 1946–1998 miejscowość położona była w województwie szczecińskim.
Gmina Rewal utworzyła jednostkę pomocniczą „Sołectwo Śliwin”, obejmujące jedynie miejscowość Śliwin. Mieszkańcy wsi wybierają sołtysa oraz radę sołecką, która składa się z 4 osób. Śliwin posiada własną świetlicę gminną.
Od 1 lipca 1896 roku przez Śliwin prowadzi pierwsza, zachodnia linia Gryfickiej Kolei Wąskotorowej łącząca wówczas Gryfice z Niechorzem. W 2013 r. nowo zbudowany przystanek znajduje się przy szosie do Karnic.
Na terenie wsi odkryto pozostałości grodziska z okresu średniowiecza. W roku 1933 w okolicy żwirowni odkryto pozostałości wielokulturowej osady otwartej istniejącej od okresu wpływów rzymskich do późnego średniowiecza. Stanowisko ponownie zostało przebadane w 2009 roku.